# Fabián González
Pour les articles homonymes, voir González.
Fabián González Vidal (né le 8 mai 1992 à Palma de Majorque) est un gymnaste espagnol.
Il remporte aux Jeux méditerranéens de 2009 deux médailles de bronze (sol et concours par équipe).
Chez les juniors, il est médaillé d'argent du saut de cheval et médaillé de bronze de la barre fixe aux Championnats d'Europe 2010.
Aux Jeux méditerranéens de 2013, il est médaillé d'or par équipes, médaillé d'argent au concours général individuel  et au sol et médaillé de bronze au cheval d'arçons.
Il abandonne la compétition en 2015.